# El Rayo, Querétaro Arteaga
El Rayo är en ort i Mexiko.   Den ligger i kommunen Amealco de Bonfil och delstaten Querétaro Arteaga, i den sydöstra delen av landet, 140 km nordväst om huvudstaden Mexico City. El Rayo ligger 2 293 meter över havet och antalet invånare är 311.
Terrängen runt El Rayo är kuperad västerut, men österut är den platt. Runt El Rayo är det ganska tätbefolkat, med 78 invånare per kvadratkilometer. Närmaste större samhälle är Amealco, 11,5 km söder om El Rayo. I omgivningarna runt El Rayo växer huvudsakligen savannskog.